# Csákánydoroszló
Csákánydoroszló 1939-ben létrehozott község Vas vármegyében, a Körmendi járásban.

## Fekvése
A vármegye nyugati részén helyezkedik el, a Rába folyó völgyében, az Őrségi Nemzeti Park északi „kapujában”. A mai településmag két, egykor különálló község egyesítésével jött létre: a hajdani Rábadoroszlóból a község keleti, Nagycsákányból a nyugati része alakult ki. Közigazgatási területének északi részé régen egy harmadik falu is feküdt, Magyarbüks, amely azonban az évszázadok során nagyrészt elpusztult.
A közvetlenül határos települések: észak felől Kemestaródfa, északkelet felől Magyarnádalja és Körmend, kelet felől Halogy, délkelet felől Felsőmarác, dél felől Ivánc, délnyugat felől Hegyhátszentmárton, nyugat felől pedig Gasztony. Közigazgatási határa északnyugaton több mint 4 kilométer hosszúságban egybeesik az országhatárral, abban az irányban a két legközelebbi település az ausztriai Szentkúthoz (Heiligenbrunn) tartozó Németbükkös (Deutsch Bieling) és Karácsfa (Hagensdorf).

### Megközelítése
A 8-as főút mellett, Körmend és Szentgotthárd között található, előbbitől 9, utóbbitól 19 kilométerre fekszik. Déli irányból, Pankasz felől a 7451-es úton érhető el, illetve a közigazgatási területén ér véget a Nádasdról induló 7446-os út is. Észak felé, Kemestaródfa és Vasalja irányában a 7452-es út indul ki a településről.
A hazai vasútvonalak közül a Szombathely–Szentgotthárd-vasútvonal érinti, melynek egy megállási pontja van itt. Csákánydoroszló vasútállomás Nagycsákány településrész északi peremén helyezkedik el, a 8-as főút közelében, közúti elérését a főútból kiágazó rövid 87 307-es számú mellékút biztosítja.

## Története
A falu területén ősidők óta éltek emberek, tőle északra, az erdőben ősi halomsírokat találtak. A települést 1248-ban terra Chacan néven említik először a vasvári káptalan oklevelében. Csákány neve a török eredetű Csakan személynévből eredeztethető. 1260-ban Chakan, 1424-ben Eghazaschakan, 1469-ben Poss. Chakaneghazsoka, 1471-ben Czakan, 1500-ban Eghazassoka, 1513-ban Nagchakan néven említik. A falunak már a 13. században állt Szent Péter apostol tiszteletére szentelt temploma. Egy 1290-ből származó oklevél szerint Meduspataka, azaz a Medvéspatak északi partján állt ez az ősi templom.
A területen a későbbiekben több falu is keletkezett, Magyar és Németbüks, Taródfa, Bésfa, Kemesmál, valamint Doroszló. Doroszló település 1388-ban Dorozlouchakana, 1471-ban Dorozlo, 1493-ban Dorozlofalwa néven szerepel. A Doroszló név a szláv Draszlav személynévből származik.
Az elpusztult Magyarbüks falu felett a Várdombon állt a régi csákányi vár, melynek csekély nyomai láthatók. A 13. században a falu egy részének birtokosa a Rumy család, más része helyi nemeseké volt. Később Németújvár várának tartozéka. 1433-tól a Héderváry családé, majd 1525-ben II. Lajos a németújvári uradalommal együtt a Batthyány családnak adta. Kanizsa eleste után a Batthyányiak itteni udvarházát jelentős végvárrá építették ki. 1582-ben a települést török támadás érte. 1596-ban Batthyány Ferenc megkezdte a ma is álló kastély építését, a Rábán pedig hidat építtetett. A 16. század során a templom a reformátusoké lett. 1662-ben a katolikus Kisfaludi Balázs csákányi kapitány elkergette a református lelkészt és a templomot visszafoglalta. 1674-ben a templom már Szent Cecília tiszteletére volt szentelve.
Vályi András szerint „CSÁKÁNY. Czadersdorf. Magyar Mező Város Vas Vármegyében, földes Ura Gróf Battyáni Uraság, lakosai katolikusok, fekszik Ivánczhoz közel: szép Vár forma Kastéllyal, ’s jeles kertel díszesíttetik, határbéli jó tulajdonságaira nézve, lásd Bajánházát, mellyhez hasonlít, külömbféle nevezetes vagyonnyaihoz képest, méltán első Osztálybéli.”
„Raba Doroszló. Magyar falu Vas Vármegyében, földes Ura Rumi Uraság, lakosai katolikusok, fekszik Csákány, és Körménd között, Pinka vizénél, határja szoross, javai meglehetősek; de földgye nem igen termékeny, melly miatt, második Osztálybéli.”
Fényes Elek szerint „Csákány, magyar mváros, Vas vgyében, közel a Rábához, a gréczi országban, ut. p. Rába-Sz.-Mihály. Lakja 830 kath., paroch. templommal. Van szép urasági kastélya és kertje, termékeny határa, jó lótenyésztése. A város feje gr. Batthyáni Zsigmond uradalmának.”
„Rába-Doroszló, magyar falu, Vas vgyében, 200 kath. lak., kövér rétekkel a Rába mentiben. Birja h. Batthyáni; ezelőtt Szegedy Károlyé volt, s ut. p. Körmend.”
Vas vármegye monográfiájában így írnak a községről: „Csákány, nagy magyar község, 186 házzal és 1310, túlnyomó számban r. kath. lakossal. Vasútállomás a gráczi vasút mellett. Van postája és távirója is. Kath. temploma a mult század közepén épült. Itt van gróf Batthyány Iván nagyszabású, tornyos kastélya, mely mögött gyönyörű angol park terül el. Az érdekes kastély újabb része a 17. század elején épült s nagy kényelemmel és valódi főuri ízléssel van berendezve; a szobákat számos rendkívül értékes műtárgy, fegyver és ötvösmű díszíti. Gróf Batthyány Iván egyszersmind jelenlegi ura a németujvári várnak is, melyről másutt szólunk. A szt.-gotthárdi vereség után a törökök Csákány alatt táboroztak egy ideig, a XVII. század elején pedig Bocskay seregei és a császáriak között volt itt ütközet, míg a XVII. század második felében Batthyány Ferencz és Esterházy Pál seregei táboroztak itt, hogy a császáriak átkelését a Rábán megakadályozzák.” 

„Rába-Doroszló. Rábamenti magyar község a gráczi vasútvonal mentén. Házszám 38, lélekszám 261. Vallásuk r. kath. Postája és távírója Csákány. 1709-ben itt táborozott Esterházy Antal kurucz serege. A község határában terjedelmes kavicsbánya van. Földesura a Szegedy-család volt.”
1910-ben Nagycsákánynak 1780, Rábadoroszlónak 396 magyar lakosa volt.
A mai községet 1939-ben egyesítették Nagycsákány és Rábadoroszló községekből. 1965. április 22-én a községet nagy árvíz pusztította, amelynek a mentésre kivezényelt sorkatonákkal együtt hat halálos áldozata volt.

## Közélete

### Polgármesterei
- 1990–1994: Viserálek Sándor (független)[7]
- 1994–1998: Bokor Rudolf (független)[8]
- 1998–2002: Horváth István (független)[9]
- 2002–2006: Horváth István (független)[10]
- 2006–2010: Horváth István (független)[11]
- 2010–2014: Horváth István Mihály (független)[12]
- 2014–2019: Horváth István Mihály (független)[13]
- 2019–2024: Horváth István Mihály (független)[14]
- 2024– : Musits József (független)[1]

## Népessége
A település népességének változása:
| Lakosok száma | 1780 | 1771 | 1757 | 1714 | 1715 | 1678 | 1669 |
|               | 2013 | 2014 | 2015 | 2021 | 2022 | 2023 | 2024 |

A 2011-es népszámlálás során a lakosok 93,3%-a magyarnak, 0,7% cigánynak, 0,3% szlovénnek, 0,2% horvátnak, 0,2% németnek mondta magát (6,7% nem nyilatkozott; a kettős identitások miatt a végösszeg nagyobb lehet 100%-nál). A vallási megoszlás a következő volt: római katolikus 78,8%, református 1,5%, evangélikus 1,3%, felekezet nélküli 3,3% (14,7% nem nyilatkozott).
2022-ben a lakosság 92%-a vallotta magát magyarnak, 1,3% cigánynak, 0,8% németnek, 0,2% szlovénnek, 0,2% görögnek, 0,1-0,1% horvátnak, románnak és ruszinnak, 1% egyéb, nem hazai nemzetiségűnek (7,8% nem nyilatkozott; a kettős identitások miatt a végösszeg nagyobb lehet 100%-nál). Vallásuk szerint 49,1 volt római katolikus, 1,9% református, 1% evangélikus, 0,3% görög katolikus, 0,1% izraelita, 0,5% egyéb keresztény, 1,1% egyéb katolikus, 4,4% felekezeten kívüli (41,7% nem válaszolt).

## Nevezetességei
- A csákánydoroszlói várkastély vagy Batthyány-kastély 16. századi reneszánsz eredetű, tornya 1610-ben épült. 1728-ban részben bővítették, részben barokkosították. 1853-ban romantikus stílusban építették át. Ma a kastély fővárosi értelmi fogyatékosok otthonául szolgál.
- Római katolikus temploma 1765-ben épült Nepomuki Szent János tiszteletére. Oratóriumában 2000-ben Batthyány-emlékszobát rendeztek be. A templom kertjében Batthyány-emlékparkot alakítottak ki. Itt található az 1956-os forradalom emlékműve is.
- A  Szűz Mária-kápolna 1853-ből
- Nepomuki Szent János szobra a 19. század második feléből

## Képgaléria

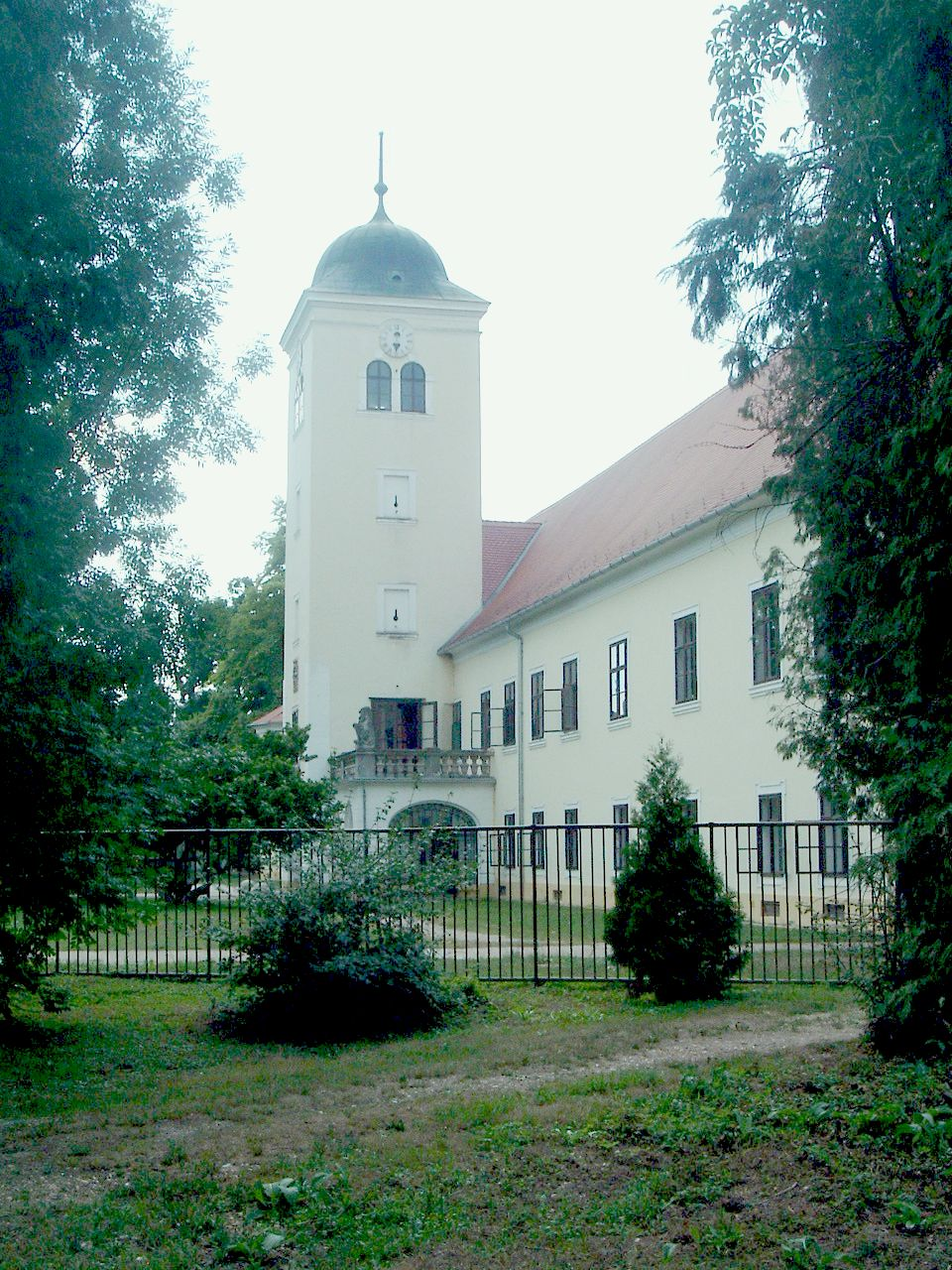
A kastély
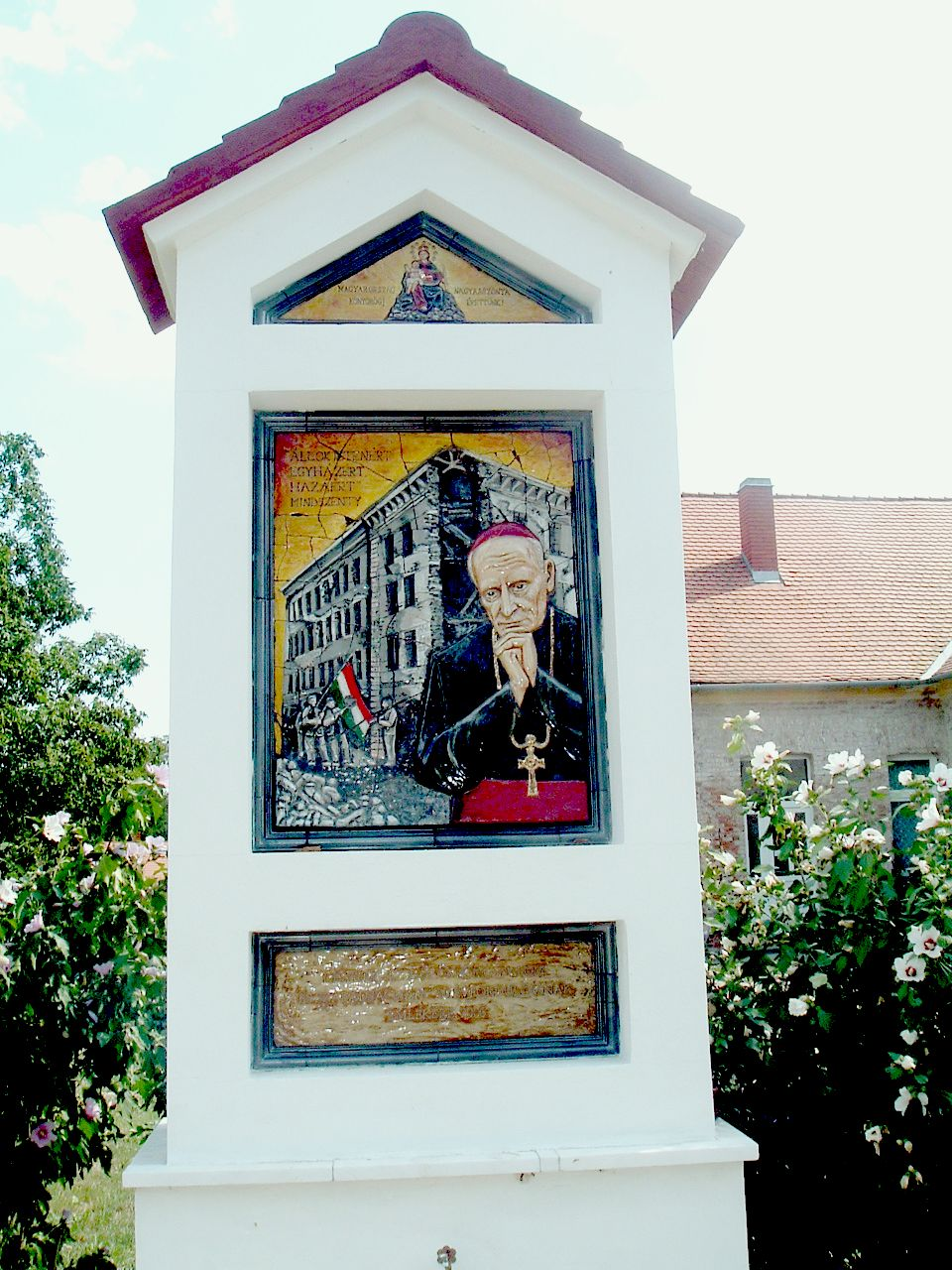
Az 1956-os forradalom emlékműve
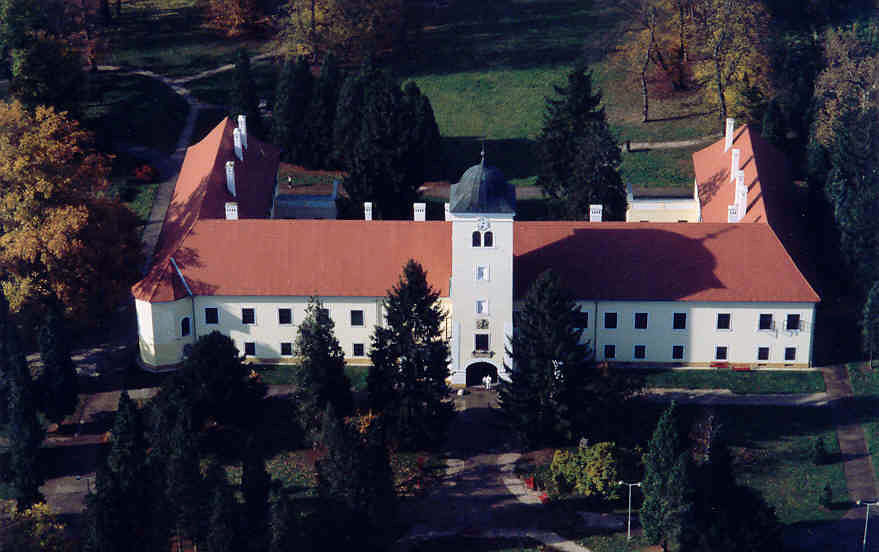
A csákánydoroszlói várkastély
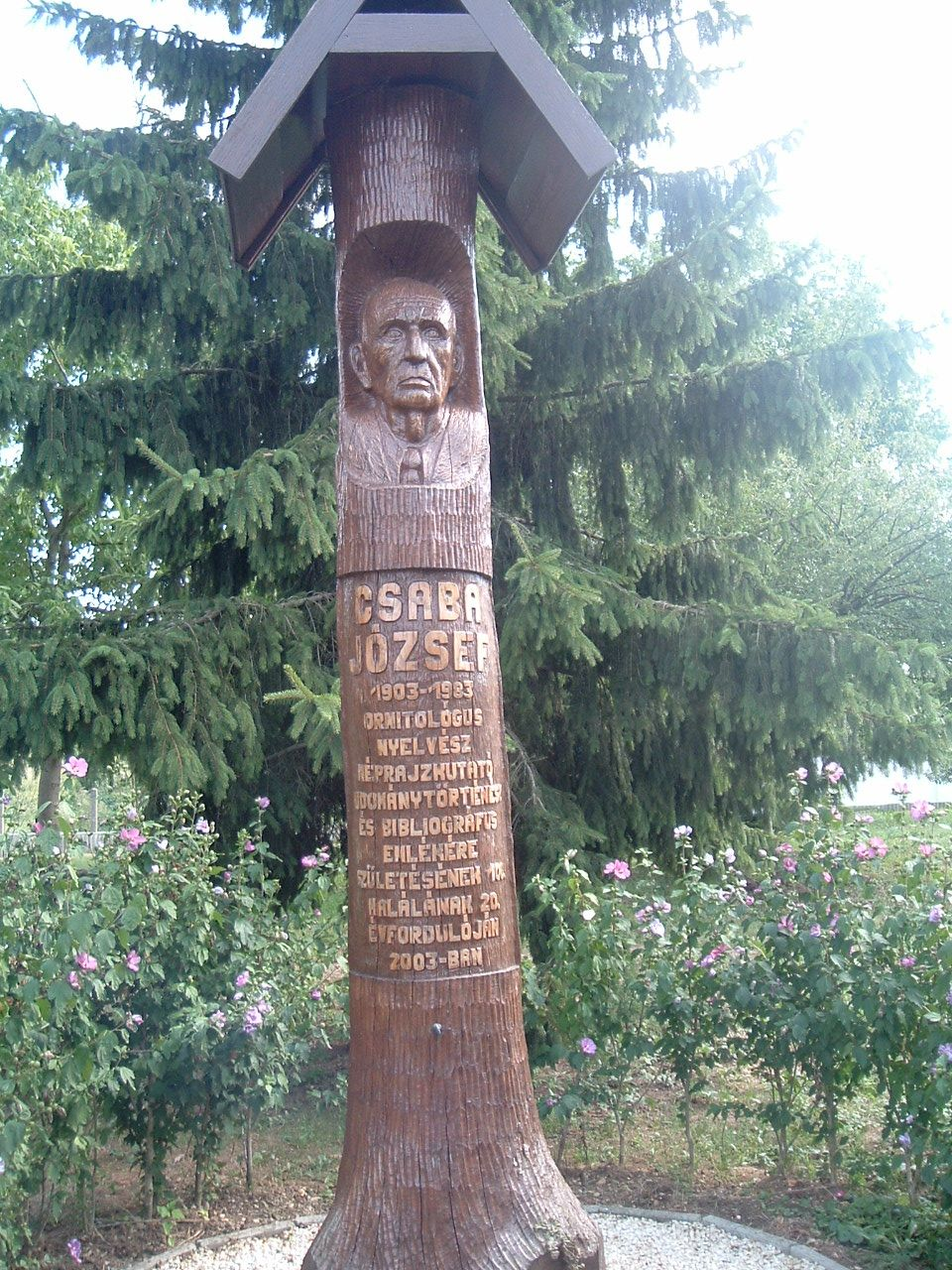
Csaba József emlékoszlopa
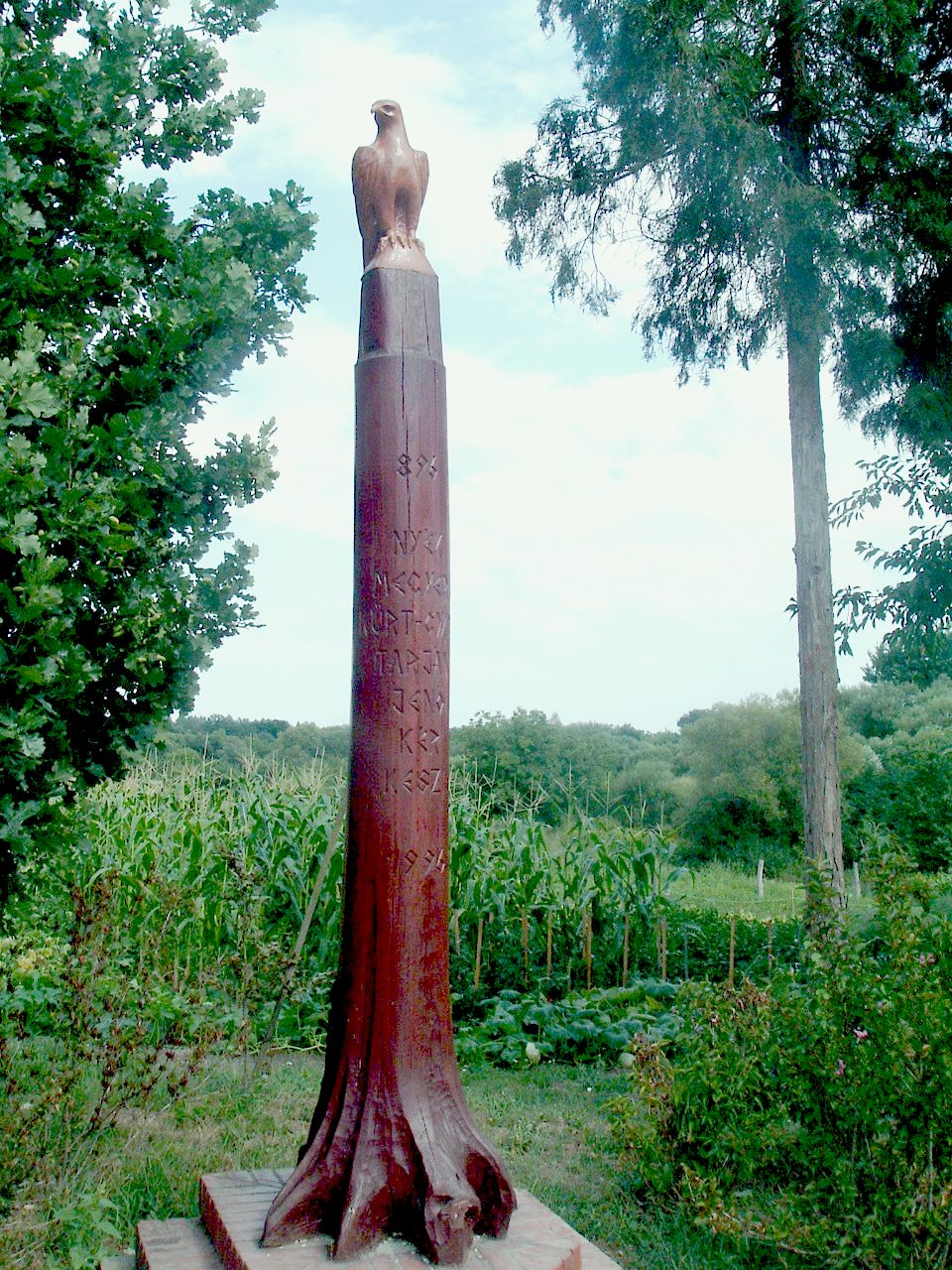
Millenniumi emlékoszlop

## Híres emberek
- Itt született 1881. január 4-én Haám Artúr magyar földbirtokos, politikus, országgyűlési képviselő.
- Itt született 1903. június 1-jén Csaba József ornitológus, nyelvész, történész, néprajzkutató.
- Itt született 1906. május 19-én Bálint Antal gazdálkodó, helyi és Vas megyei politikus, országgyűlési képviselő, vállalatvezető.
- Itt született 1944. november 23-án Joe Eszterhas író, forgatókönyvíró, producer